# Pithecia cazuzai
Pithecia cazuzai är en primat i släktet plymsvansapor som förekommer i Brasilien. Artepitet i det vetenskapliga namnet hedrar en zoolog och museums direktör som har smeknamnet Cazuza.
En hanne var med en kroppslängd (huvud och bål) av 60 cm, en svanslängd av 30 cm och en vikt av 3,2 kg större än de uppmäta honorna. Dessa var utan svans 35 till 48 cm långa, svanslängden var 43 till 49 cm och de hade en vikt av cirka 2,75 kg. Dessutom skiljer sig vuxna hannar och honor i ansiktets färgsättning. Pälsen på kroppen är hos alla exemplar svart med några vita hårspetsar som är synliga som ljusa streck. Hos unga hannar är ansiktets hud främst köttfärgad, förutom ett svart område på nosen. Senare blir huden helt svart och täckt av några vita hår. En lodrätt strimma på pannan är även hos vuxna exemplar svart. På extremiteterna finns några brunaktiga ställen.
Honor kännetecknas av ett brett vitaktigt band som skiljer nosen från övriga delar av ansiktet. Hos hannar finns där bara en smal linje. Dessutom har vuxna honor rosa ögonlock och ibland en rosa fläck ovanför varje öga. Hos båda kön förekommer vitaktiga händer och fötter.
Arten är bara känd från en liten region i centrala Amazonområdet som är täckt av regnskog.
Individerna har samma rörelsesätt som andra plymsvansapor.
Beståndet hotas av landskapsförändringar och jakt. Några individer fångas och hölls som sällskapsdjur. Populationens storlek är okänd. IUCN listar arten med kunskapsbrist (DD).